# Französische Leichtathletik-Hallenmeisterschaften 2022
Die 51. Französischen Leichtathletik-Hallenmeisterschaften wurden vom 26. bis zum 27. Februar 2022 im Stadium Miramas Métropole im südfranzösischen Miramas ausgetragen.

## Medaillengewinner

### Männer
| Disziplin        | Gold                 | Leistung      | Silber                  | Leistung      | Bronze             | Leistung      |
| ---------------- | -------------------- | ------------- | ----------------------- | ------------- | ------------------ | ------------- |
| 60 m             | Jimmy Vicaut         | 6,65 s        | Jeff Erius              | 6,70 s        | Viktor Contaret    | 6,71 s        |
| 200 m            | Ryan Zézé            | 20,99 s       | Hachim Maaroufou        | 21,20 s       | Paul Tritenne      | 21,58 s       |
| 400 m            | Clément Ducos        | 47,27 s       | David Sombe             | 47,37 s       | Gilles Biron       | 47,48 s       |
| 800 m            | Benjamin Robert      | 1:46,89 min   | Gabriel Tual            | 1:47,35 min   | Clément Dhainaut   | 1:49,20 min   |
| 1500 m           | Azeddine Habz        | 3:41,44 min   | Flavien Szot            | 3:42,02 min   | Benoît Campion     | 3:43,28 min   |
| 3000 m           | Bastien Augusto      | 7:59,96 min   | Arthur Gervais          | 8:00,44 min   | Romain Mornet      | 8:00,59 min   |
| 60 m Hürden      | Wilhem Belocian      | 7,53 s        | Pascal Martinot-Lagarde | 7,58 s        | Just Kwaou-Mathey  | 7,72 s        |
| 5000 m Bahngehen | Martin Madeline-Degy | Zeit ungültig | Lucas Dreville          | Zeit ungültig | Alexis Robichon    | Zeit ungültig |
| Hochsprung       | Sébastien Micheau    | 2,18 m        | Maxime Dubiez           | 2,15 m        | Maxime Dubiez      | 2,15 m        |
| Stabhochsprung   | Thibaut Collet       | 5,81 m        | Valentin Lavillenie     | 5,81 m        | Alioune Sène       | 5,76 m        |
| Weitsprung       | Tom Campagne         | 7,93 m        | Augustin Bey            | 7,89 m        | Yann Randrianasolo | 7,60 m        |
| Dreisprung       | Melvin Raffin        | 16,76 m       | Thomas Gogois           | 16,63 m       | Yoann Rapinier     | 16,61 m       |
| Kugelstoßen      | Frédéric Dagée       | 19,77 m       | Itamar Levi             | 18,50 m       | Yann Moisan        | 18,16 m       |
| Siebenkampf      | Valentin Charles     | 5694 Punkte   | Jérémy Lelièvr          | 5623 Punkte   | Basile Rolnin      | 5470 Punkte   |

### Frauen
| Disziplin        | Gold                 | Leistung     | Silber                   | Leistung     | Bronze             | Leistung     |
| ---------------- | -------------------- | ------------ | ------------------------ | ------------ | ------------------ | ------------ |
| 60 m             | Mallory Leconte      | 7,34 s       | Gémima Joseph            | 7,37 s       | Chloé Galet        | 7,44 s       |
| 200 m            | Sokhna Lacoste       | 23,40 s      | Brigitte Ntiamoah        | 23,63 s      | Chloé Galet        | 23,90 s      |
| 400 m            | Camille Séri         | 53,15 s      | Amandine Brossier        | 53,40 s      | Laurine Xailly     | 53,86 s      |
| 800 m            | Agnès Raharolahy     | 2:03,93 min  | Agathe Guillemot         | 2:06,03 min  | Maeliss Trapeau    | 2:12,22 min  |
| 1500 m           | Aurore Fleury        | 4:17,15 min  | Anaïs Bourgoin           | 4:20,24 min  | Sarah Madeleine    | 4:20,66 min  |
| 3000 m           | Margaux Sieracki     | 9:18,23 min  | Alexa Lemitre            | 9:20,24 min  | Leila Hadji        | 9:28,63 min  |
| 60 m Hürden      | Laëticia Bapté       | 8,04 s       | Solenn Compper           | 8,19 s       | Sacha Alessandrini | 8,22 s       |
| 3000 m Bahngehen | Camille Moutard      | 12:43,45 min | Marion Manaresi          | 13:04,97 min | Emilie Menuet      | 13:22,94 min |
| Hochsprung       | Juliette Perez       | 1,83 m SB    | Fatoumata Balley         | 1,80 m       | Solène Gicquel     | 1,80 m       |
| Stabhochsprung   | Margot Chevrier      | 4,65 m       | Ninon Chapelle           | 4,55 m       | Albane Dordain     | 4,30 m       |
| Weitsprung       | Maëlly Dalmat        | 6,52 m       | Yanis David              | 6,50 m       | Tiphaine Mauchant  | 6,31 m       |
| Dreisprung       | Victoria Josse       | 13,63 m      | Sohane Aucagos           | 13,14 m      | Aminata Ndiaye     | 13,01 m      |
| Kugelstoßen      | Amanda Ngandu-Ntumba | 15,81 m      | Rose Sharon Pierre-Louis | 15,35 m      | Caroline Métayer   | 15,26 m      |
| Fünfkampf        | Léonie Cambours      | 4435 Punkte  | Annaelle Nyabeu Djapa    | 4334 Punkte  | Esther Turpin      | 4222 Punkte  |